# VIDA! science centrum

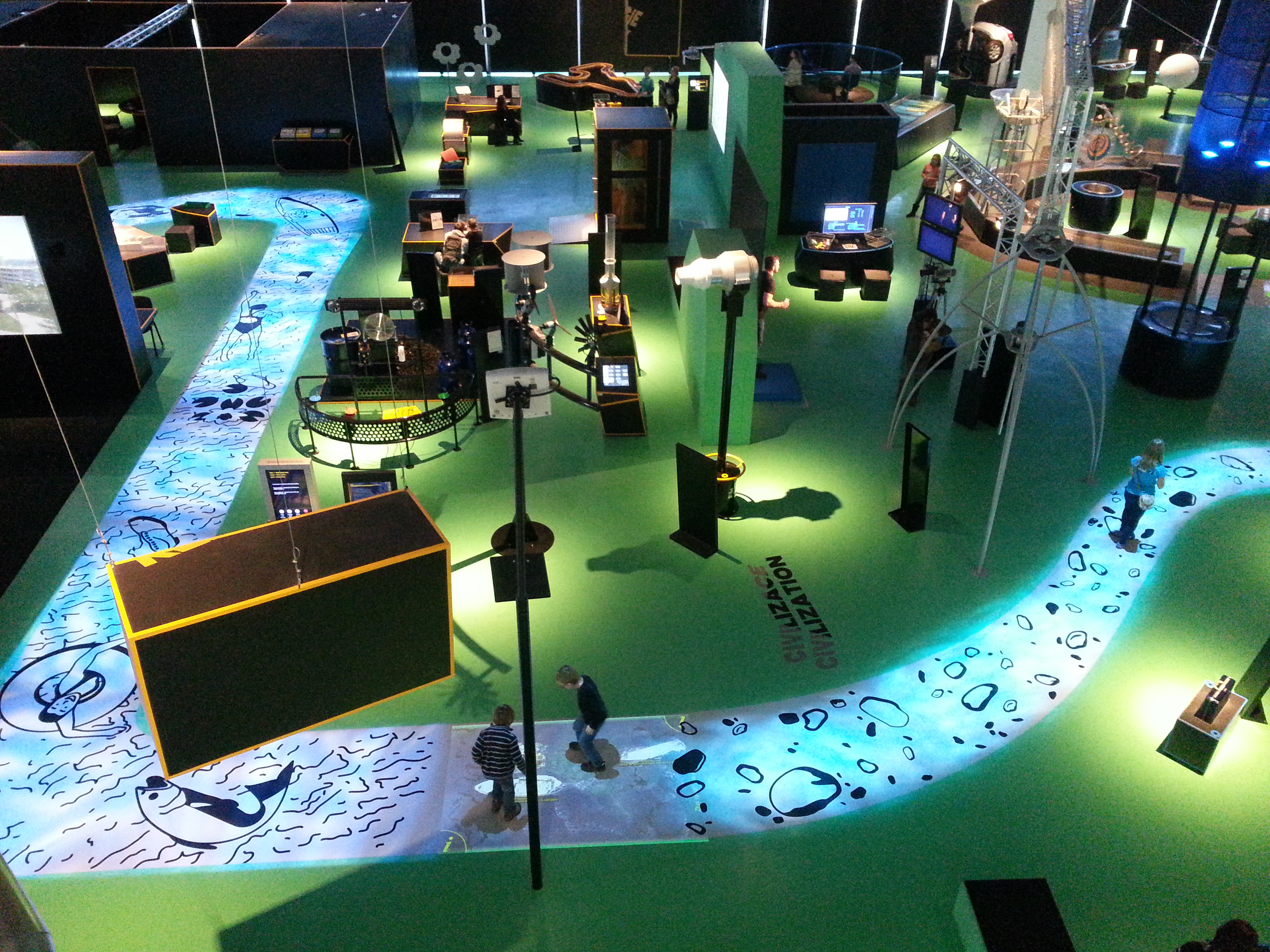
Interiér VIDA! science centra

VIDA! science centrum je zábavní vědecký park pro popularizaci a podporu vědy v Brně se stálou interaktivní expozicí, která představuje desítky vědeckých fenoménů ve čtyřech základních oblastech – Planeta, Civilizace, Člověk a Mikrosvět. Doprovodný program zahrnuje představení s vědeckými pokusy a speciální programy pro školy i veřejnost. Science centrum sídlí v prostorách bývalého pavilonu D na brněnském výstavišti. Pro veřejnost bylo otevřeno 1. prosince 2014. Na konci ledna 2019 navštívil VIDA! miliontý návštěvník.
Provozovatelem VIDA! je Moravian Science Centre Brno, příspěvková organizace Jihomoravského kraje. Kromě Jihomoravského kraje se k financování provozu science centra zavázalo i statutární město Brno, a to po dobu udržitelnosti projektu. Zábavní vědecký park VIDA! je součástí České asociace science center.

## Vznik a založení
VIDA! science centrum je realizováno díky projektu „Moravian Science Centre Brno“, jehož příprava začala v roce 2009. Zřizovatelem projektu je Jihomoravský kraj, jenž podal žádost o dotaci v rámci Operačního programu Výzkum a vývoj pro inovace. Dotace byla poskytnuta a 28. června 2013 tak započala výstavba samotného VIDA! science centra.
V souvislosti s provozem nově vznikajícího parku VIDA! byla Jihomoravským krajem založena příspěvková organizace Moravian Science Centre Brno. VIDA! science centrum má za cíl popularizaci vědy mezi širokou veřejností, rozvoj cestovního ruchu v Jihomoravském kraji a posílení image regionu v oblasti podpory vědy, výzkumu a inovací.
Slavnostní otevření pro realizátory a partnery projektu proběhlo 28. listopadu 2014, pro veřejnost se brány VIDA! science centra otevřely 1. prosince 2014.

## Expozice VIDA! parku
Na ploše téměř 6000 m² se nachází přes 175 interaktivních exponátů (např. oceán v lahvi, kolo na laně, rotující místnost, zemětřesná deska, model srdce v nadživotní velikosti). Stálá expozice je rozdělena do 4 částí:
- Planeta
- Civilizace
- Člověk
- Mikrosvět

Součástí je také dětské science centrum pro nejmenší návštěvníky do 6 let. Součástí návštěvy jsou i pravidelná představení plná zábavných pokusů, které se konají v Divadle vědy, a speciální programy pro školy. Ve 3. patře je prostor o velikosti 1500 m², určený pro dočasné výstavy.
V červnu 2019 otevřela VIDA! venkovní expozici, která je přístupná v letních měsících.
V každé sekci VIDA! science centra jsou přítomní vidátoři – lektoři, průvodci, kteří mají na starost vědecké pokusy a pomoc při obsluze exponátů.